# Pasodoble (film)
Pour les articles homonymes, voir Paso doble.
Pour plus de détails, voir Fiche technique et Distribution.
Pasodoble est un film espagnol réalisé par José Luis García Sánchez, sorti en 1988.

## Fiche technique
- Titre : Pasodoble
- Réalisation : José Luis García Sánchez
- Scénario : José Luis García Sánchez et Rafael Azcona
- Photographie : Fernando Arribas
- Musique : Carmelo Bernaola
- Pays d'origine : Espagne
- Date de sortie : 1988

## Distribution
- Fernando Rey : Don Nuño
- Juan Diego : Juan Luis
- Antonio Resines : Topero
- Cassen : Acacio
- Mary Carmen Ramírez : Carmen
- Kiti Mánver : Camila
- Pedro Reyes : Montoya
- Caroline Grimm : Makren
- María Galiana : Sole